# Polenlieder

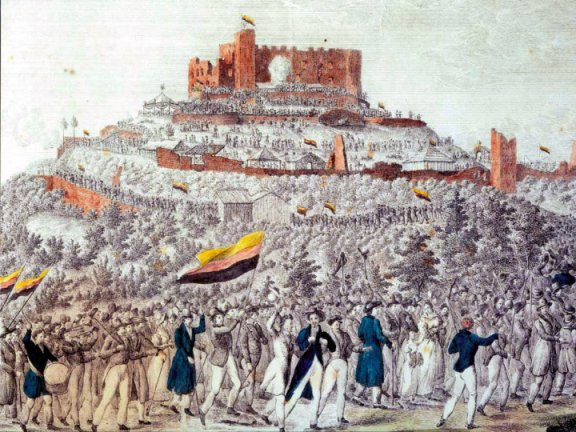
Hambacher Fest – zabarwiony rysunek piórem z 1832 przedstawiający demonstrację liberałów i mieszczaństwa na zamku w Hambach an der Weinstraße

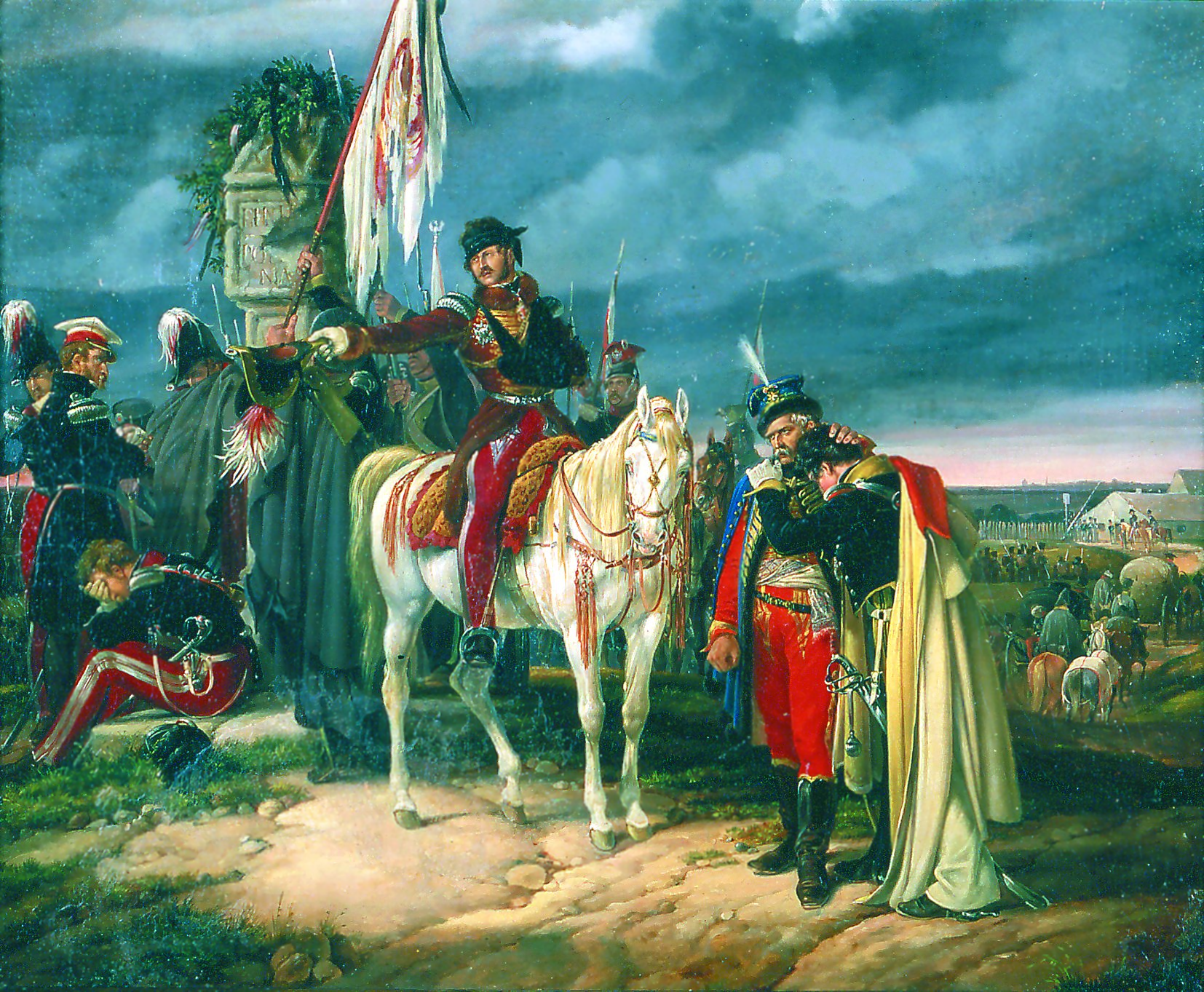
Finis Poloniae 1831 – obraz Dietrich Monten z 1832, przedstawiający przekroczenie granicy z Prusami przez rozbite oddziały powstańcze

Polenlieder (z jęz. niemieckiego: pieśni polskie) – polityczne pieśni i wiersze skomponowane przez niemieckojęzycznych poetów i literatów na cześć powstania listopadowego z 1830 i polskich powstańców. Znanych jest ponad tysiąc takich utworów, które powstały w okresie 1830–1849. Najwięcej pieśni napisano podczas i bezpośrednio po powstaniu, z którym sympatyzowały niemieckie kręgi liberalno-demokratyczne. Z kręgów tych często wywodzili się autorzy pieśni. Wśród nich można wymienić poetów jak np. Franz Grillparzer, Ludwig Uhland, Gottfried Keller i Annette von Droste-Hülshoff.

## Kontekst polityczny
Początek XIX wieku odznaczał się w Europie narastającym napięciem między formującymi się siłami liberalno-demokratycznymi i narodowowyzwoleńczymi z jednej strony, oraz rządami państw – w większości o ustroju monarchii absolutystycznej – z drugiej. W końcu doszło do szeregu zrywów przeciwko panującym: wojna o niepodległość Grecji, rewolucja lipcowa we Francji (1830), rewolucja belgijska w sierpniu i powstanie listopadowe w Królestwie Polskim w 1830. Niemieckie grupy liberalno-demokratyczne, które działały w niezależnych od siebie i połączonych jedynie luźną konfederacją – w ramach Związku Niemieckiego – księstwach i królestwach, widziały w tych zrywach przykłady dla własnej walki o zjednoczenie narodowe i stworzenie jednej parlamentarnej republiki.
W przeciwieństwie do rządów Królestwa Prus i Cesarstwa Austriackiego, niemieccy liberałowie byli zachwyceni polskimi powstańcami i darzyli ich wielką sympatią, łącząc z nimi nadzieję na nastanie nowej epoki. Polacy byli dla nich potencjalnymi sprzymierzeńcami w walce z absolutyzmem państw Świętego Przymierza. Stąd też podczas powstania zgłosiło się wielu ochotników do walki po stronie Polaków z wojskami carskiej Rosji – do nich należał np. generał Daniel Gottfried Georg Langermann – a ze Stuttgartu do Warszawy przybywali lekarze, by opiekować się rannymi powstańcami.
Po upadku powstania prawie 10 tys. Polaków emigrowało z terytorium Królestwa Polskiego przez Prusy i inne państwa niemieckie na zachód, znajdując schronienie przede wszystkim w Belgii i we Francji, gdzie mieszczańska rewolucja lipcowa obaliła monarchię absolutną. Na pomoc emigrującym w wielu niemieckich państwach – przede wszystkim w Badenii i Wirtembergii – zakładano tzw. Polenvereine (stowarzyszenia pomocy Polakom), które wspierały materialnie i duchowo emigrujących na zachód powstańców. Zachowała się wypowiedź mieszkańca Stuttgartu, który w lutym 1832 doczekał się nareszcie szczęścia, że może serdecznie ugościć resztki polskiej armii w swoim gronie. Między innymi na cześć Polaków zorganizowano w 1832 demonstrację na zamku w Hambach an der Weinstraße (Palatynat), w której udział wzięło kilkadziesiąt tysięcy osób. Podczas tego tzw. Hambacher Fest obok sztandaru niemieckich demokratów (czarno-czerwono-złoty) powiewał sztandar biało-czerwony. Poza tym kolportowano liczne ulotki i grafiki oraz komponowano Polenlieder – pieśni i wiersze, które poświęcone były walce Polaków i losowi Polski.
Zarówno demonstracja w Hambach an der Weinstraße, otwarte wyrażanie sympatii, jak i wspieranie polskich powstańców były nieufnie postrzegane przez niemieckie monarchistyczne kręgi rządzące, które obawiały się przeskoczenia iskry rewolucyjnej z Francji i Polski na tereny swoich księstw i królestw. Jak się później okazało, niebezpodstawnie; w 1848, w ramach Wiosny Ludów, doszło i w Niemczech do rewolucji marcowej, w której przeciwko rządom absolutystycznym walczyło wielu polskich powstańców listopadowych, np. gen. Franciszek Sznajde, Aleksander Zurkowski i przede wszystkim gen. Ludwik Mierosławski, najpierw przywódca powstania w Księstwie Poznańskim, a rok później głównodowodzący powstaniem badeńskim.

## Literatura niemieckojęzyczna na początku XIX w.

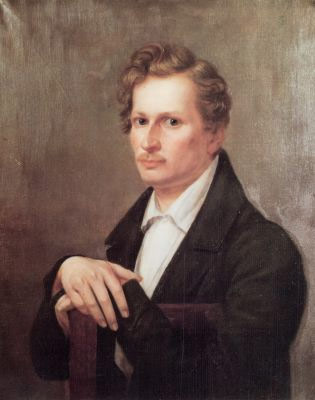
August von Platen (1796–1835) – niemiecki poeta, autor pieśni o Polsce

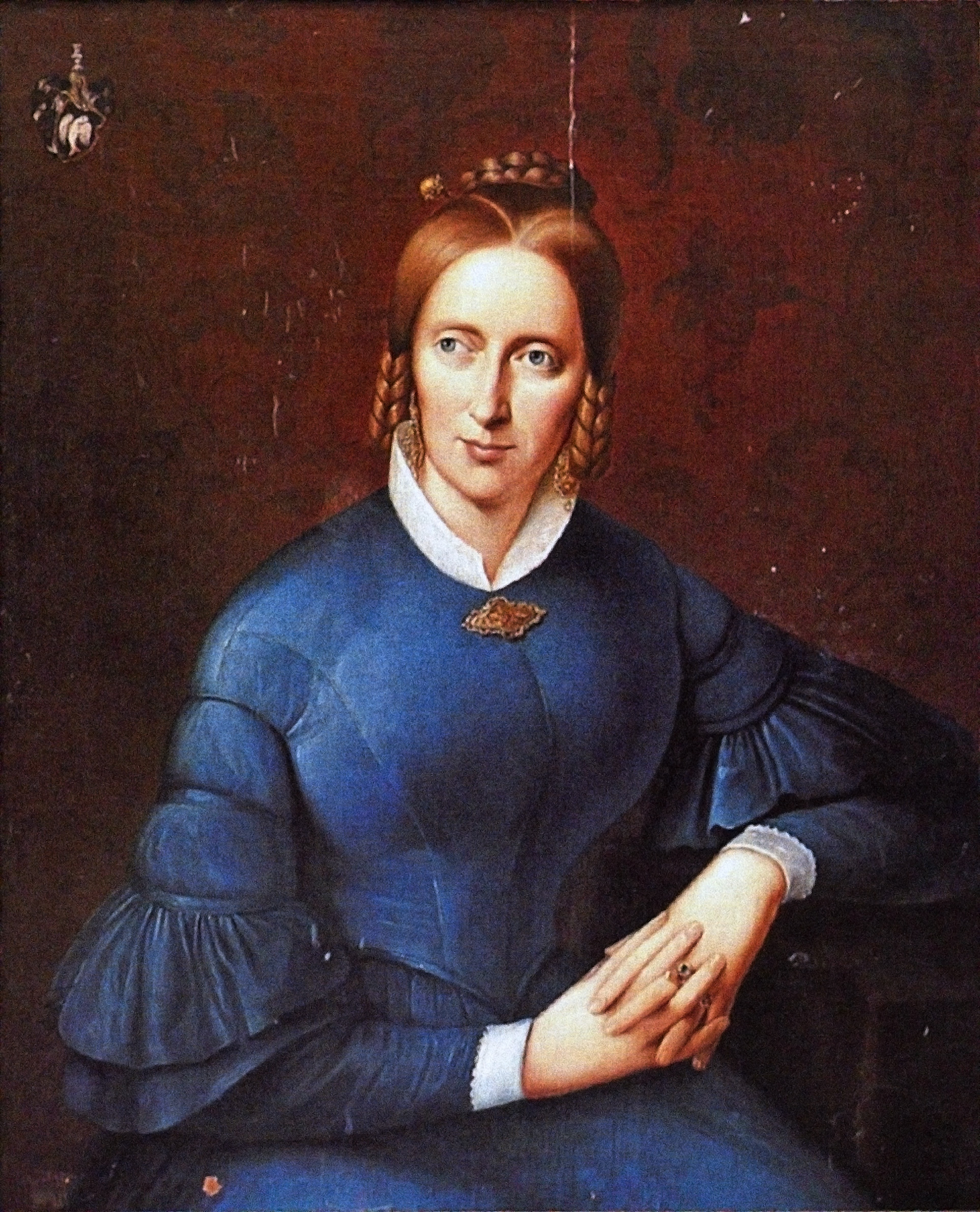
Annette von Droste-Hülshoff (1797–1848) – niemiecka poetka, autorka pieśni o Polsce

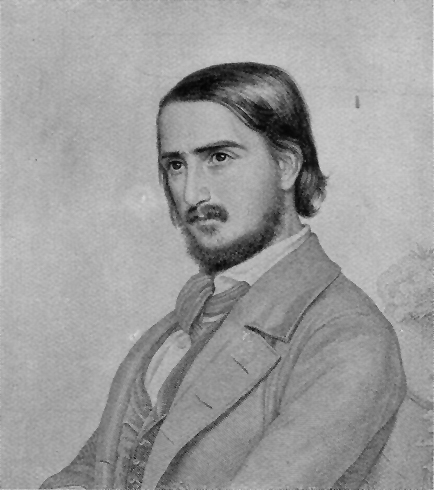
Georg Herwegh (1817–1875) – niemiecki poeta, autor wiersza Der sterbende Trompeter

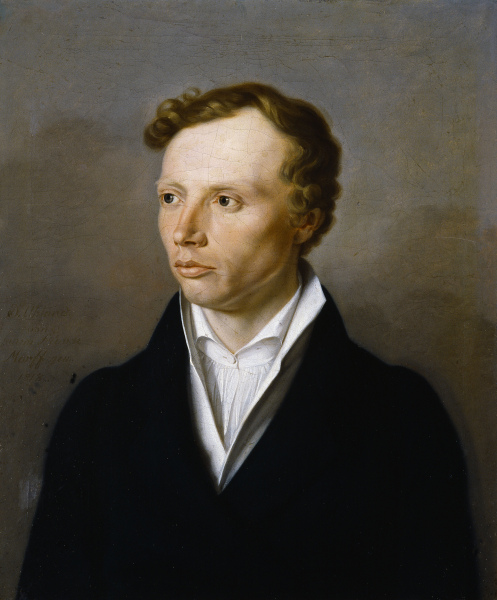
Ludwig Uhland (1787–1862) – niemiecki poeta, autor wiersza Mickiewicz

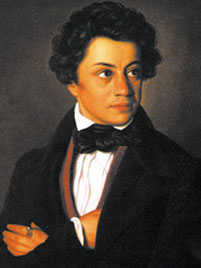
Julius Mosen (1803–1867) – niemiecki poeta, autor pieśni Die letzten Zehn vom vierten Regiment

Polenlieder powstawały najczęściej w duchu niemieckiego nurtu literackiego Vormärz (okres przedmarcowy), który tworzy wraz z równocześnie trwającym nurtem Biedermeier jedną epokę literacką Biedermeier/Vormärz. Vormärz jest określeniem dla opozycyjnej i rewolucyjnej literatury dziesięcioleci z okresu przed niemiecką rewolucją marcową 1848. Autorzy zaliczani do tego nurtu tworzyli pod wrażeniem ruchów rewolucyjnych we Francji oraz w Polsce i dążyli do zmian ustrojowych w monarchiach niemieckich i do zjednoczenia Niemiec. Odrzucali tym samym uprzednią epokę literacką – klasykę Goethego i Schillera – oraz nurt Biedermeier, którego autorzy wobec zmian ustrojowych byli nastawieni apolitycznie albo konserwatywnie.
Do najważniejszych stylów literackich nurtu Vormärz należała m.in. liryka polityczna, która była pasującą, uroczystą formą dla tematu walki Polaków o wolność. Wielu autorów nurtu, np. należących do grupy poetów Junges Deutschland (Młode Niemcy), było zaangażowanych politycznie, prześladowanych przez rządzących i zmuszonych do emigracji. Ich dzieła często były zabronione i niszczone przez cenzurę, stąd też zachowane wydania pieśni są dzisiaj antykwarystycznymi rarytasami, jak np. Die Polenlieder Ernsta Ortleppa wydane w 1831 przez nadworną drukarnię księstwa Saksonia-Altenburg w Altenburgu, których rozpowszechnianie zabroniła cenzura von Metternicha – kanclerza Cesarstwa Austriackiego. Inni autorzy publikacji swoich pieśni ze względu na cenzurę nie dożyli – cykl wierszy Polenlieder Augusta von Platena wydany został w ramach Gedichte aus dem ungedruckten Nachlasse (Wiersze niedrukowane za życia) dopiero kilka lat po jego śmierci. Publikację wierszy wspomagała też niemieckojęzyczna liberalna prasa – np. redagowana w Szwajcarii gazeta Schweizerische National-Zeitung przedstawiła w 1846 wiersze Georga Herwegha: Polens Sache (Polska sprawa) oraz Polen an Europa (Polska zwraca się do Europy). Wiele utworów powstało anonimowo, co utrudnia przypisanie ich ówczesnym autorom tego nurtu.
Jednak pieśni o Polsce pisali również poeci zaliczani do drugiego nurtu: Biedermeier, jak np. już wymienieni Annette von Droste-Hülshoff i Franz Grillparzer oraz Nicolaus Lenau. Polenlieder autorstwa Augusta Grafa von Platen z lat 1830–1831 są natomiast – ze względu na ich formę – zaliczane do najlepszych klasycznych wierszy tego czasu. Poza tym wiele pieśni i wierszy tego okresu nie było w całości poświęcone Polakom, ale w strofach czy wersach nawiązywały do losu Polski. Przykładem może być tu hymn demonstrantów z Hambach an der Weinstraße: Hinauf, Patrioten, zum Schloß! (Naprzód, patrioci, na zamek!) Philippa Jakoba Siebenpfeiffera.

## Przykłady pieśni o Polsce
- Nurt literacki – Vormärz

Przykładami pieśni zaliczanych do tego nurtu jest np. apel Carla Herloßsohna An die Polen (do Polaków), który powstał w 1830 i był drukowany na ulotkach razem ze szkicem nieznanego autora. Szkic przedstawia powstańca listopadowego stojącego na skale wśród szturmowej wody, który trzymając biało-czerwony sztandar i szablę zrzuca kajdany. W tle widać pokonanego dwugłowiego orła carskiego, ginącego w toni. W swoim apelu Herloßsohn wychwala powstańców, ale jednocześnie wzywa Polaków do jedności narodowej, przypominając szczególnie o uwzględnieniu chłopstwa (tu przytoczone tylko ostatnie wersy):
An die Polen (1831) (Do Polaków)
[...]
Werdet Alle frei und macht nicht Knechte, (Bądźcie wolni i nie róbcie za poddanych)
Scheidet Eure Brüder nicht von Euch, (I nie odrzucajcie Waszych braci)
Gebt dem Landmann, gebt dem Volke Rechte, (Dajcie chłopom, ludowi dajcie prawa)
Macht kein feudalistisch, kein leibeigen Reich. (Nie budujcie feudalnego pańszczyzny królestwa)
Dann wird Euch den Sieg Europa gönnen, (Wtedy Europa życzyć będzie Wam zwycięstwa)
Kehrt geeint Ihr aus der Flammenglut, (Wróćcie zjednoczeni z ognistej pożogi)
Nie wird fremde Macht Euch zwingen können; (Wtedy nie pokona Was nigdy obca moc)
Denn im freien Volke lebt der Mut. (Gdyż w wolnym ludzie nie brakuje odwagi)
Jedną z niewielu przetłumaczonych na jęz. polski pieśni jest utwór Juliusa Mosena (tu ostatnie dwie zwrotki):
Die letzten Zehn vom vierten Regiment
[...]
Ade, ihr Brüder, die zu Tod getroffen
An unsrer Seite dort wir stürzen sahn!
Wir leben noch, die Wunden stehen offen,
Und um die Heimat ewig ist´s getan!
Herrgott im Himmel, schenk ein gnädig End´
uns letzten noch vom vierten Regiment!
Von Polen her im Nebelgrauen rücken
Zehn Grenadiere in das Preußenland
Mit düstrem Schweigen, gramumwölkten Blicken.
Ein „Wer da?” schallt – sie stehen festgebannt. –
Und einer spricht: „Vom Vaterland getrennt
Die letzten zehn vom vierten Regiment!
Tysiąc walecznych [Pułk czwarty]
[...]
Żegnajcie bracia, których nam przy boku
Za świętą sprawę wzięła śmierci dłoń;
Wam lepsza dola padła w dział wyroku,
Nam chytra zdrada wzięła z ręki broń.
Jak biedny tułacz na kiju oparty,
W kraj obcy idzie na zawsze Pułk Czwarty.
Dziesięciu mężów z obłąkanym wzrokiem
Przychodzi chwiejno pod granicy słup,
Ciekawym zewsząd patrzą na nich okiem,
Z nich każdy idzie, jak bez życia trup...
– Kto idzie?! Stójcie! – krzykną pruskie warty,
– My to dziesięciu – cały nasz Pułk Czwarty.
Innym przykładem dla tego nurtu jest sam hymn festynu na zamku Hombach Siebenpfeiffera Hinauf, Patrioten, zum Schloß. (2 i 3 strofa):
Hinauf, Patrioten, zum Schloß, zum Schloß! (Naprzód, patrioci, na zamek!)
[...]
Wir sahen die Polen, sie zogen aus (Widzieliśmy Polaków, ruszyli w bój)
Als des Schicksals Würfel gefallen; (Gdy losu kości zostały rzucone)
Sie ließen die Heimat, das Vaterhaus,(Opuścili swoje miasta, ojca dom)
In der Barbaren Räuberkrallen: (W zaborczych szponach barbarzyńcy:)
Vor des Zaren finsterem Angesicht (Przed cara ponurym obliczem)
Beugt der Freiheit liebende Pole sich nicht. (Nie poddaje się kochający wolność Polak)
Auch wir, Patrioten, wir ziehen aus (I my, patrioci, ruszamy w bój)
In festgeschlossenen Reihen; (W równym i zwartym szyku)
Wir wollen uns gründen ein Vaterhaus, (Chcemy zbudować ojczysty do)
Und wollen der Freiheit es weihen: (I wolności go poświęcić chcemy)
Denn vor der Tyrannen Angesicht (Gdyż przed tyranów obliczem)
Beugt länger der freie Deutsche sich nicht. (Nie podda się dłużej wolny Niemiec)
[...]
- Nurt literacki – Biedermeier

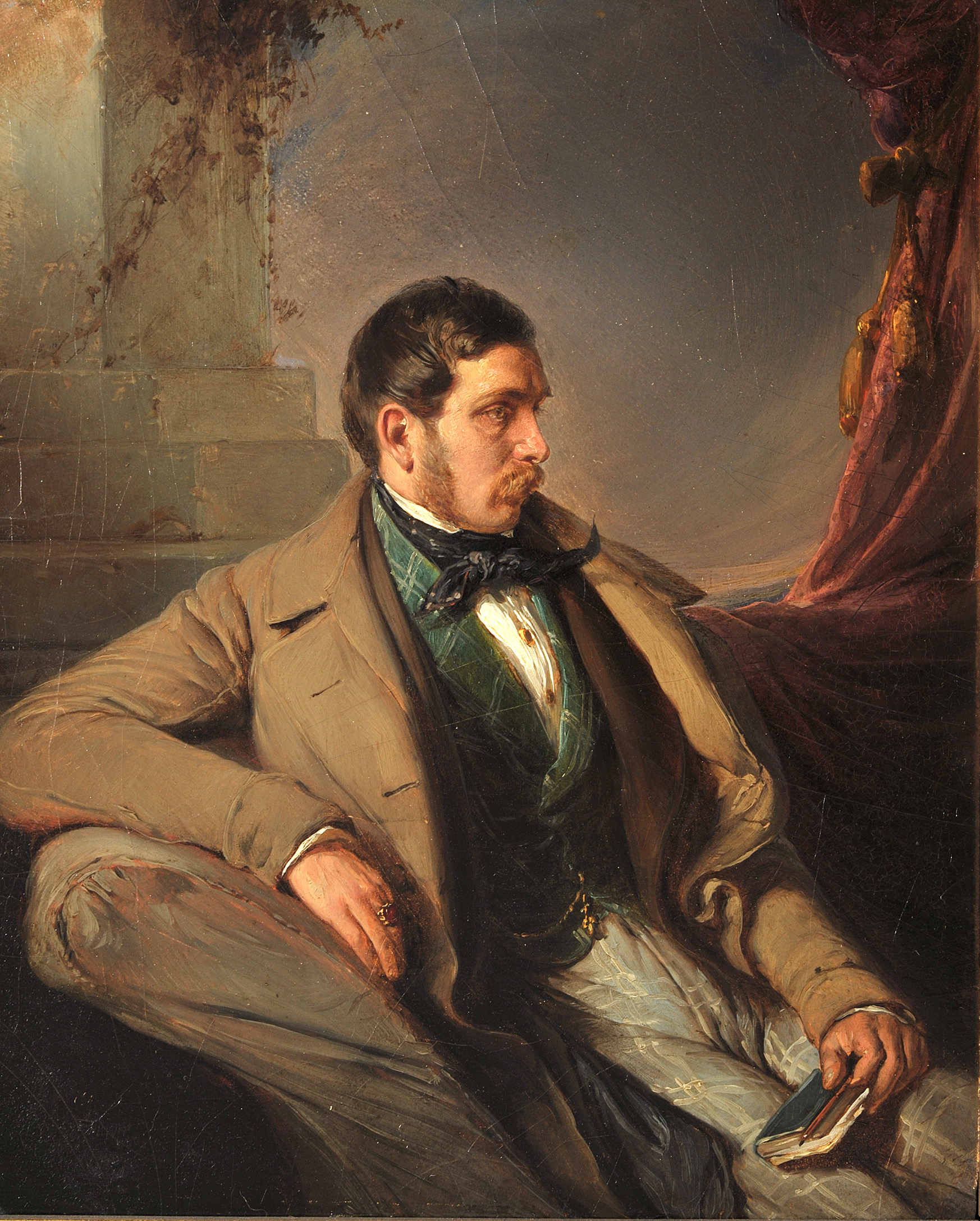
Nicolaus Lenau (1802–1850) – austriacki poeta, autor pieśni o Polsce

Do autorów tego nurtu zaliczany jest Nikolaus Lenau i jego pieśń In der Schenke (Tu przytoczona druga strofa):
In der Schenke (1831) (W gospodzie)
[...]
Haut die Gläser an den Tisch! ((Na ich cześć) uderzcie szklanki w stół!)
Brüder, mit den rauhen Sohlen (Bracia, szorstkimi butów podeszwami)
Tanzt nun auch der Winter frisch (Tańczy zima na mogiłach znów)
Auf den Gräbern edler Polen, (Wysłanych szlachetnymi Polakami)
Wo verscharrt in Eis und Frost (Gdzie zagrzebana w twardym lodzie)
Liegt der Freiheit letzter Trost. (Leży wolności ostatnia nadzieja)
[...]

## Lista twórców pieśni o Polsce

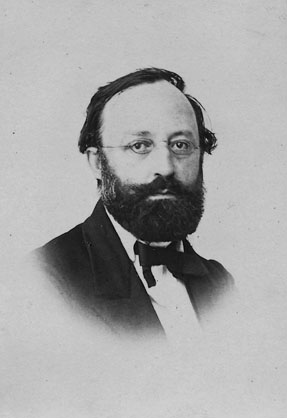
Gottfried Keller (1819–1890) – szwajcarski poeta, autor wiersza Polenlied

- Franz Abt: Der Polenmutter Wiegenlied, Soldatentod
- Adelbert von Chamisso: Der ausgewanderte Pole
- Annette von Droste-Hülshoff
- Franz Grillparzer
- Carl Herloßsohn(inne języki) An die Polen (1830)
- Friedrich Hebbel
- Georg Herwegh: Der sterbende Trompeter (1840), Polens Sache, Polen an Europa (1846)
- Gottfried Keller: Polenlied (1844)
- Nicolaus Lenau[20]: Polenlieder: In der Schenke, Der Maskenbal, Der Polenflüchtling[21]
- Julius Mosen: Die letzten Zehn vom vierten Regiment
- Ernst Ortlepp(inne języki): Die Polenlieder (1831)
- August von Platen: Polenlieder (1830–1831), wydane 1848 – (Gesang der Polen bei dem Vernichtungsmanifest des Selbstherrschers, Warschaus Fall, Unterirdischer Chor, Wiegelied einer polnischen Mutter, Klagelied der Verbannten)
- Gustav Schwab
- Jeannette Schubart: Das vierte Regiment
- Ludwig Uhland: Mickiewicz
- Otto Weber: Gedichte. Erste Sammlung (1846)
- Ludwig Wittig: Zehn Polenlieder (1848)